# 会社経理応急措置法
会社経理応急措置法（かいしゃけいりおうきゅうそちほう、昭和21年法律第7号）は、戦時補償打ち切りによって著しい影響を受けることが予想される会社を特別経理会社に指定し、今後の事業活動に必要な資産のみを新勘定に移し、その他の資産を旧勘定として分離することに関する法律である。

## 概要
戦時補償債務請求権や在外資産を有する資本金20万円以上の会社は、特別経理会社に指定され、1946年8月10日時点でその経理を新勘定・旧勘定に分離・整理し、事業の継続に必要なものを新勘定に、戦時補償請求権の事実上の打切りに伴う損失等その他を旧勘定として、企業再建整備計画を立て、主務大臣の認可を受けて再出発をすることとされたのである。

## 経緯
戦時補償特別措置法の施行は、1945年8月15日以降のこれらの請求に係る支払いに対して、戦時補償特別税として100％を賦課するというもので、実質上の戦時補償債務切捨てを意味した
。
これに対して1946年8月に会社経理応急措置法と金融機関経理応急措置法また同年10月には企業再建整備法と金融機関再建整備法が施行され、企業と銀行の再建出発が可能となる救済策が講じられた。

## 結果
救済措置の柱は、旧会社から営業あるいは資産を引き継いだ第二会社を設立し、旧会社は解散手続に専念するという方法であった。これによって企業が再出発できることとなった。